# 南木曽駅
南木曽駅（なぎそえき）は、長野県木曽郡南木曽町読書（よみかき）にある、東海旅客鉄道（JR東海）中央本線の駅である。駅番号はCF23。
特急「しなの」の一部が停車する。
駅舎内に観光案内所を併設する。

## 歴史
- 1909年（明治42年）
  - 7月15日：三留野駅（みどのえき）として、官設鉄道 三留野 - 坂下間延伸時に開業[1][4]。一般駅[2]。
  - 9月1日：官設鉄道が野尻駅まで延伸、途中駅となる[4]。
  - 10月12日：線路名称制定。中央西線の所属となる。
- 1911年（明治44年）5月1日：線路名称改定[4]。当駅を含む中央西線が中央本線に編入される[4]。
- 1963年（昭和38年）11月1日：電報取扱廃止[5]。
- 1968年（昭和43年）10月1日：南木曽駅に改称[1]。
- 1972年（昭和47年）11月30日：貨物の取扱いを廃止[2]。
- 1980年（昭和55年）6月18日：駅舎改築[1][6][7]。6月25日に改築駅舎の開業式[7]。
- 1984年（昭和59年）2月1日：荷物の取扱いを廃止[2]。
- 1987年（昭和62年）4月1日：国鉄分割民営化により、東海旅客鉄道の駅となる[8]。
- 2012年（平成24年）10月1日：簡易委託化[3][9]。

## 駅構造
単式ホーム1面1線と島式ホーム1面2線、合計2面3線のホームを持つ地上駅。1番線（島式西側）と3番線（単式）が本線、2番線（島式東側）が副本線となっている。この他に保線車両留置用の側線もある。
駅舎は構内西側にあり、2つのホームとは跨線橋で繋がっている。この跨線橋の窓には鉄道車両を模した装飾が施されている。
中津川駅管理の簡易委託駅で、営業時間は7:50 - 16:05。窓口ではきっぷの販売のみを行い、集改札は無人駅同様に取り扱われる。かつては東海交通事業の職員が業務を担当する業務委託駅で、JR全線きっぷうりばが設置されていた。

### のりば
| 番線 | 路線        | 方向 | 行先               | 備考         |
| ---- | ----------- | ---- | ------------------ | ------------ |
| 1    | CF 中央本線 | 下り | 木曽福島・長野方面 |              |
| 2    | CF 中央本線 | 下り | 木曽福島・長野方面 | 1日1本のみ   |
| 2    | CF 中央本線 | 上り | 中津川・名古屋方面 | 主に当駅始発 |
| 3    | CF 中央本線 | 上り | 中津川・名古屋方面 |              |

- 2番線は、当駅始発・終着の列車と一部の下り列車が使用する。
- 2022年（令和4年）3月12日のダイヤ改正までは快速列車の上りは早朝に当駅始発の名古屋行きが2本（土休日は1本）設定されていた。現在は中津川で系統分離され、名古屋駅から当駅に乗り入れる列車はしなのを除き存在しない。朝夕を中心に当駅と中津川駅を結ぶ列車もある。当駅より塩尻方面の普通列車の本数が減る（約2時間に1本の間隔）。

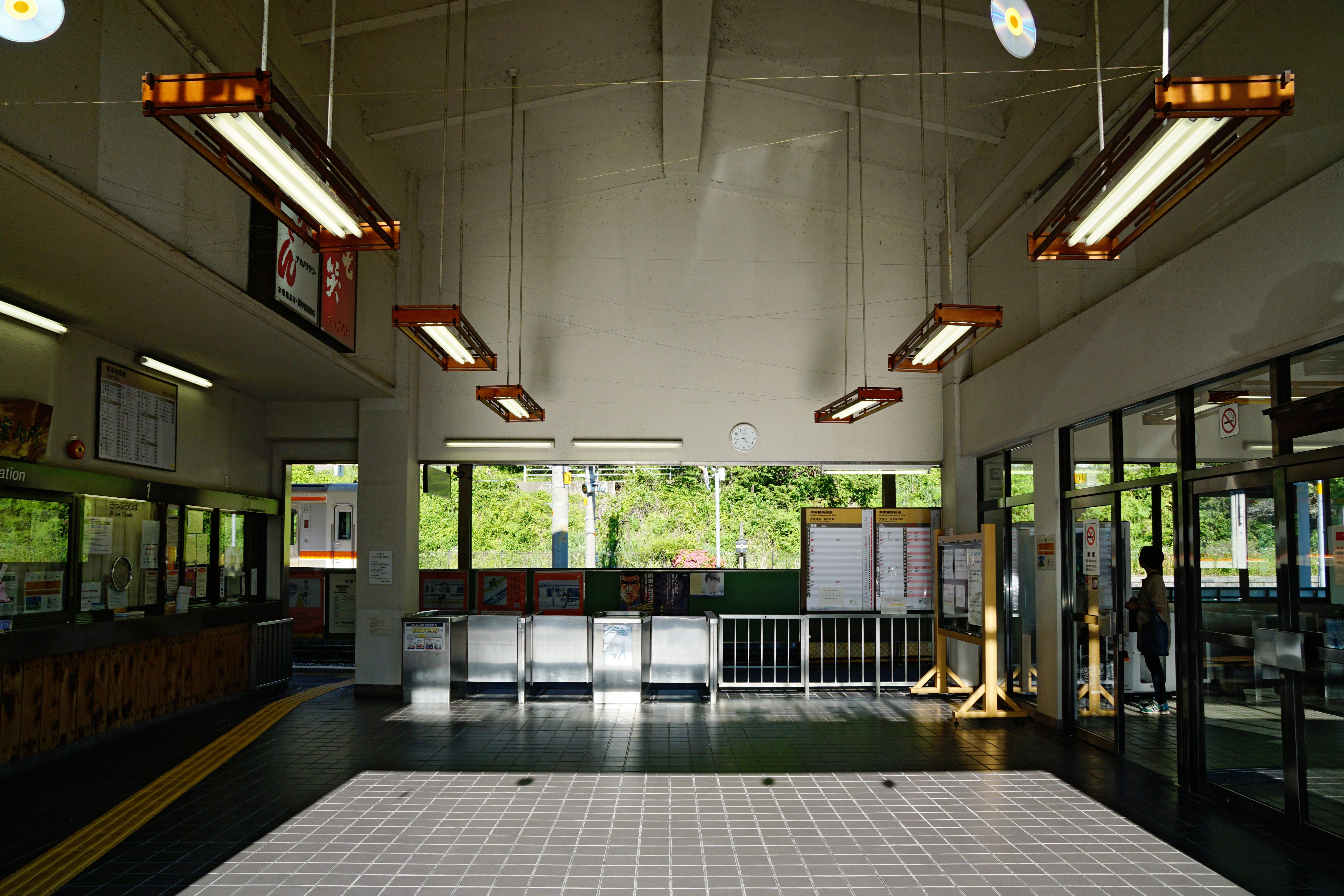
改札口
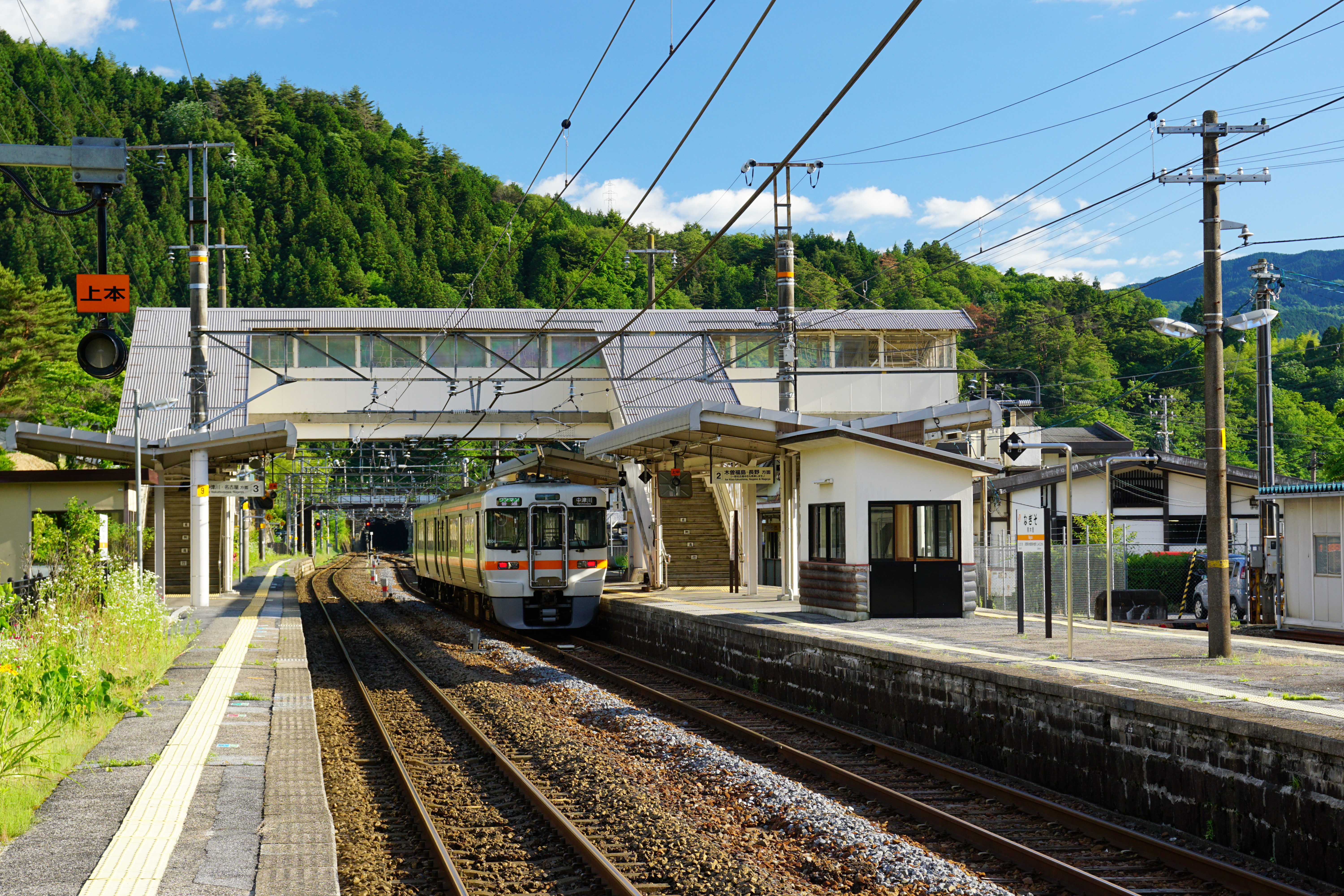
プラットホーム、跨線橋
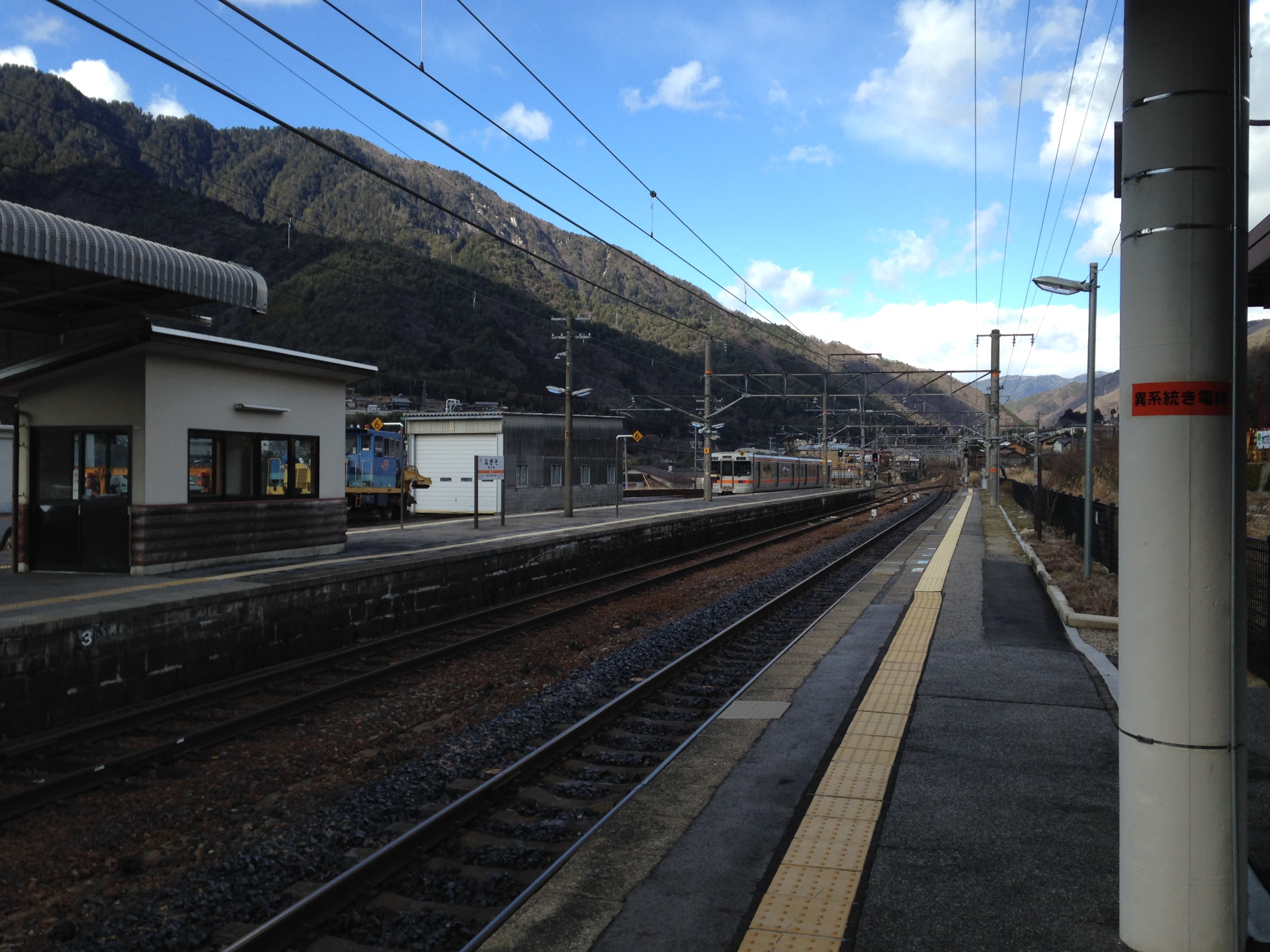
3番ホームの様子（奥は十二兼方面）
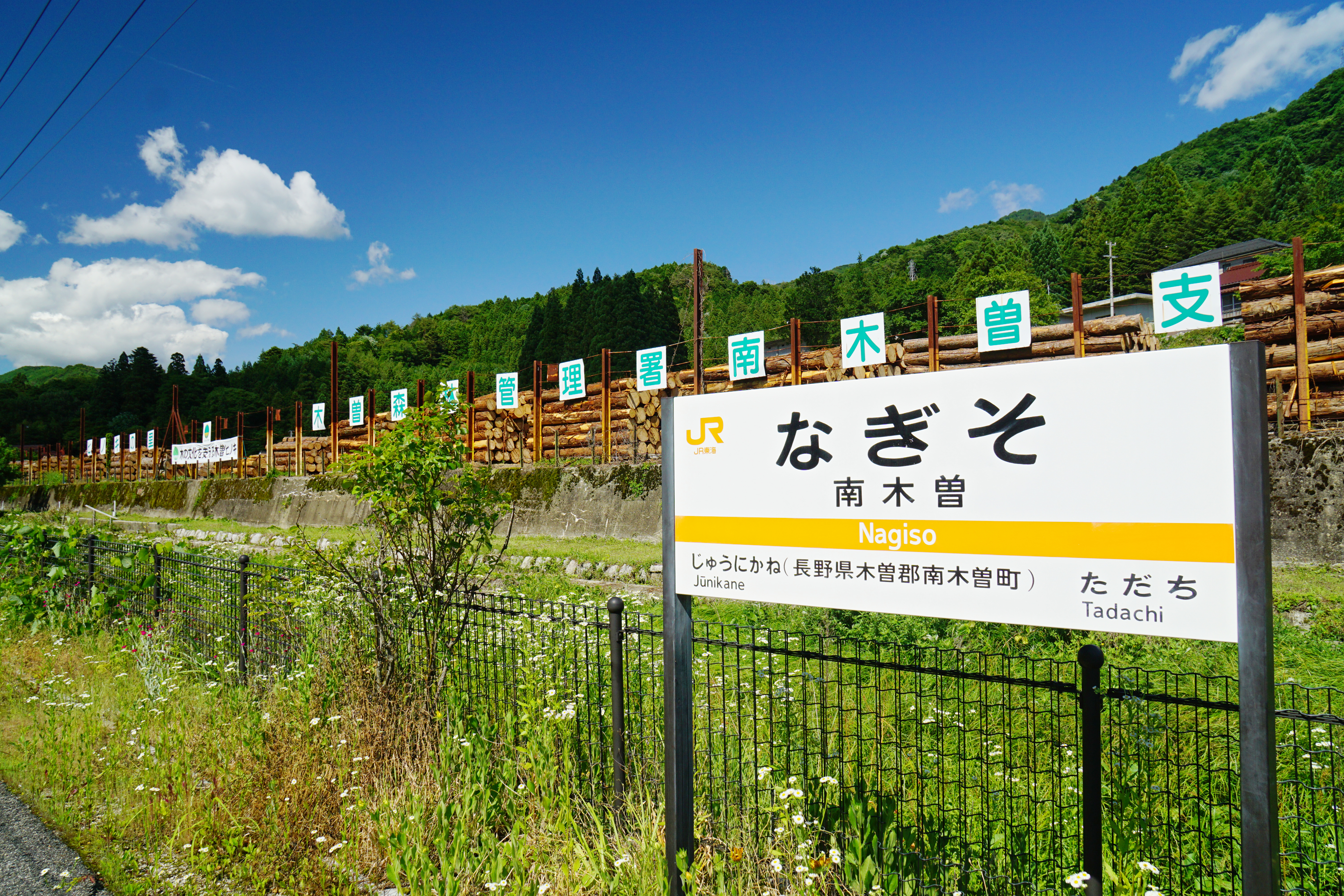
駅名標と駅裏の材木置き場

## 利用状況
「長野県統計書」によると、1日平均の乗車人員は以下の通りである。
- 2007年度 - 407人[1]
- 2009年度 - 388人[1]
- 2010年度 - 382人[3]
- 2011年度 - 344人[11]
- 2012年度 - 300人[12]
- 2013年度 - 291人[13]
- 2014年度 - 293人[14]
- 2015年度 - 303人[15]
- 2016年度 - 294人[16]
- 2017年度 - 304人[17]
- 2018年度 - 291人[18]

## 駅周辺

### 主な施設

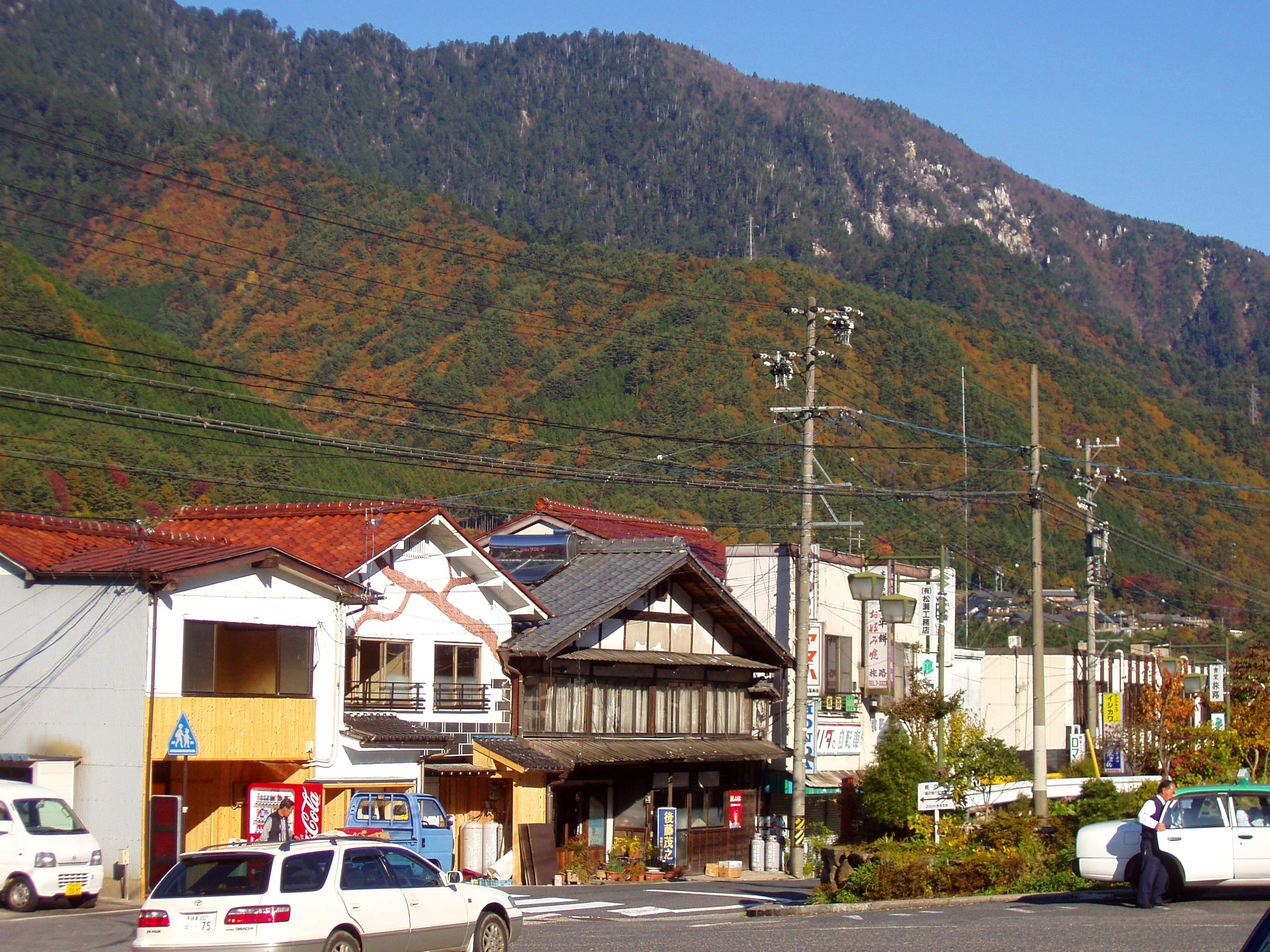
南木曽駅前

駅の東側を中央本線と平行な形に市街地が広がっている。街の元となった中山道三留野宿の中心や南木曽町役場は北に位置する。
- 南木曽町役場[1]
- 長野県蘇南高等学校[1]
- 南木曽町立南木曽中学校
- 南木曽郵便局
- JA木曽：南木曽支所
- 八十二銀行：南木曽支店
- 木曽川
- 妻籠城址
- 桃介橋[1]
- 関西電力：読書発電所
- 国道19号
- 中山道：三留野宿[1]
- 妻籠宿[1]

### ハイキングコース
信濃路自然歩道のハイキングコースが整備されている（妻籠宿までは約4.0km）。

### バス路線
南木曽町新交通システム

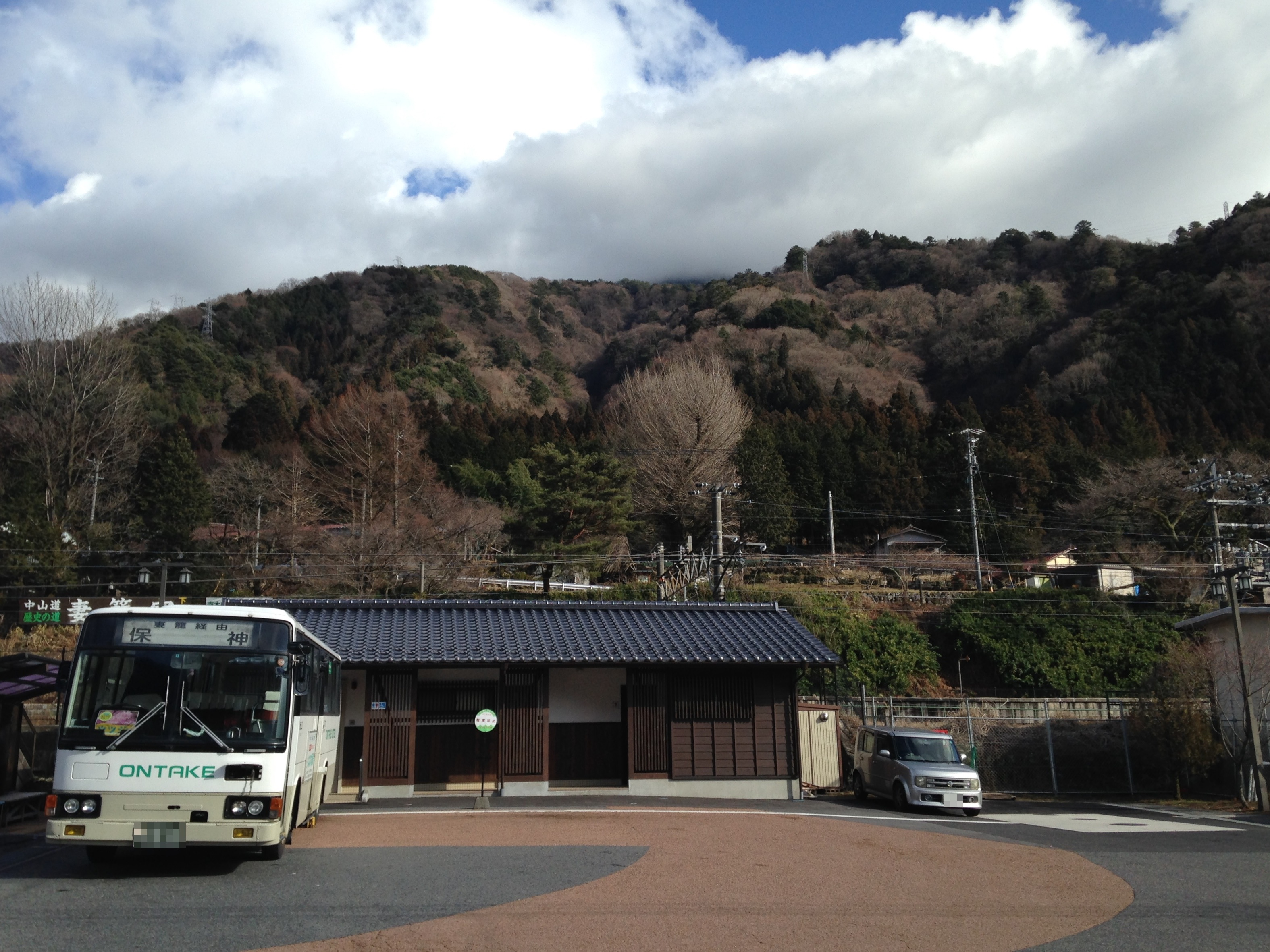
駅前のバスターミナル

- 2007年（平成19年）4月よりおんたけ交通から南木曽町新交通システムへ移管された路線。
  - 妻籠・蘭・保神線：南木曽駅前 - 妻籠 - 保神
  - 妻籠・馬籠線：南木曽駅前 - 妻籠 - 馬籠
  - 坂下病院線：南木曽駅前 - 坂下病院前

## 隣の駅
※当駅に一部が停車する特急「しなの」の隣の停車駅は、列車記事を参照。
東海旅客鉄道（JR東海）
CF 中央本線
十二兼駅 - 南木曽駅 (CF23) - 田立駅